# Elżbieta Kaszuba
Elżbieta Kaszuba (ur. 1960) – polska historyk, specjalizująca się w historii Polski i powszechnej XX wieku, historii Śląska oraz propagandzie politycznej; profesor związana z uczelniami we Wrocławiu.

## Życiorys
Urodziła się w 1960 roku. Po ukończeniu kolejno szkoły podstawowej i średniej, a także pomyślnie zdanym egzaminie maturalnym podjęła studia na kierunku historia na Uniwersytecie Wrocławskim. Ukończyła je zdobyciem tytułu zawodowego magistra w 1990 roku. Bezpośrednio potem kontynuowała dalsze kształcenie w ramach studiów doktoranckich na swojej macierzystej uczelni. Została ponadto asystentem w Zakładzie Historii Gospodarczej na Akademii Ekonomicznej im. Oskara Langego we Wrocławiu. W 1993 roku otrzymała etat w Instytucie Historycznym Uniwersytetu Wrocławskiego. W 1995 roku uzyskała stopień naukowy doktora nauk humanistycznych w zakresie historii o specjalności historia najnowsza na podstawie pracy pt. Nastroje, realia, propaganda polityczna PPR i PPS we Wrocławiu w latach 1945-1947, napisanej pod kierunkiem prof. Wojciecha Wrzesińskiego. Wraz z nowym tytułem została adiunktem. W 2004 roku Rada Wydziału Nauk Historycznych i Pedagogicznych Uniwersytetu Wrocławskiego nadała jej stopień naukowy doktora habilitowanego nauk humanistycznych w zakresie historii o specjalności historia najnowsza Polski i historia polityki na podstawie rozprawy nt. System propagandy państwowej obozu rządzącego w Polsce w latach 1926-1939. W tym samym roku zaangażowała się w rozpoczęcie działalności Zakład Historii Kultury Materialnej na Instytucie Historycznym, obejmując wkrótce stanowisko profesora nadzwyczajnego.

## Dorobek naukowy
Zainteresowania naukowe Elżbiety Kaszuby koncentrują się wokół zagadnień związanych z historią Polski i powszechną – polityczną i społeczną XX wieku, historią gospodarczą XIX i XX wieku, propaganda polityczną w systemach autorytarnych i totalitarnych, dziejami Śląska po II wojnie światowej, historią Wrocławia po 1945 roku, zagadnieniami komunikacji społecznej oraz inwentaryzacją dóbr kultury materialnej na Śląsku. Do jej najważniejszych prac należą:
- Między propagandą a rzeczywistością. Polska ludność Wrocławia w latach 1945-1947, Wrocław 1997.
- Historia Śląska, Wrocław 2002; współautor.
- Propaganda państwa w autorytarnym systemie II Rzeczypospolitej (1926-1939), Toruń 2002.
- System propagandy państwowej obozu rządzącego w Polsce w latach 1926-1939, Toruń 2004.